# Жанажурт
Жанажурт (каз. Жаңажұрт) — село в Шетском районе Карагандинской области Казахстана. Входит в состав Талдинского сельского округа. Код КАТО — 356459300.

## Население
В 1999 году население села составляло 158 человек (76 мужчин и 82 женщины). По данным переписи 2009 года, в селе проживали 72 человека (40 мужчин и 32 женщины).

## Галерея
| - Могильник Каражартас с далека. Бронзового века в Шетском районе 15 век д.н.э - Могильник Каражартас. Бронзового века в Шетском районе 15 век д.н.э |